# SM UC-40
SM UC-40 – niemiecki podwodny stawiacz min z okresu I wojny światowej, jedna z 64 zbudowanych jednostek typu UC II. Zwodowany 5 września 1916 roku w stoczni Vulcan w Hamburgu, został przyjęty do służby w Kaiserliche Marine 1 października 1916 roku. W trakcie służby operacyjnej w składzie 1. Flotylli U-Bootów Hochseeflotte i Flotylli Flandria okręt odbył 17 patroli bojowych, podczas których zatopił 30 statków o łącznej pojemności 42 847 BRT. Spowodował także uszkodzenia siedmiu statków o łącznej pojemności 25 876 BRT i jednego niszczyciela o wyporności 1300 ton. Po zawieszeniu broni w 1918 roku, UC-40 został przekazany Wielkiej Brytanii w ramach reparacji wojennych. Zatonął jednak w drodze na Wyspy Brytyjskie 21 lutego 1919 roku.

## Projekt i budowa
Sukcesy pierwszych niemieckich podwodnych stawiaczy min typu UC I, a także niedostatki tej konstrukcji, skłoniły dowództwo Cesarskiej Marynarki Wojennej z admirałem von Tirpitzem na czele do działań mających na celu budowę nowego, znacznie większego i doskonalszego typu okrętów podwodnych. Opracowany latem 1915 roku projekt okrętu, oznaczonego później jako typ UC II, tworzony był równolegle z projektem przybrzeżnego torpedowego okrętu podwodnego typu UB II. Głównymi zmianami w stosunku do poprzedniej serii były: instalacja wyrzutni torpedowych i działa pokładowego, zwiększenie mocy i niezawodności siłowni oraz wzrost prędkości i zasięgu jednostki –– kosztem rezygnacji z możliwości łatwego transportu kolejowego (ze względu na powiększone rozmiary).
SM UC-40 zamówiony został 20 listopada 1915 roku jako jednostka z II serii okrętów typu UC II (numer projektu 41, nadany przez Inspektorat U-Bootów), w ramach wojennego programu rozbudowy floty . Został zbudowany w stoczni Vulcan w Hamburgu jako jeden z sześciu okrętów II serii zamówionych w tej wytwórni. UC-40 otrzymał numer stoczniowy 73 (Werk 73)  . Stępkę okrętu położono w 1915 roku , a zwodowany został 5 września 1916 roku. Koszt budowy okrętu wyniósł 1 mln 982 tys. marek.

## Dane taktyczno-techniczne
SM UC-40 był średniej wielkości przybrzeżnym okrętem podwodnym o konstrukcji dwukadłubowej. Długość całkowita wynosiła 49,5 metra, szerokość 5,22 metra i zanurzenie 3,68 metra . Wykonany ze stali kadłub sztywny miał 39,3 metra długości i 3,61 metra szerokości, a wysokość (od stępki do szczytu kiosku) wynosiła 7,46 metra . Wyporność w położeniu nawodnym wynosiła 400 ton, a w zanurzeniu 480 ton. Jednostka miała wysoki, ostry dziób przystosowany do przecinania sieci przeciwpodwodnych; do jej wnętrza prowadziły trzy luki: pierwszy przed kioskiem, drugi w kiosku, a ostatni w części rufowej, prowadzący do maszynowni . Cylindryczny kiosk miał średnicę 1,4 metra i wysokość 1,8 metra, obudowany był opływową osłoną . Okręt napędzany był na powierzchni przez dwa 6-cylindrowe, czterosuwowe silniki wysokoprężne Körting o łącznej mocy 520 KM, a pod wodą poruszał się dzięki dwóm silnikom elektrycznym SSW o łącznej mocy 460 KM . Dwa wały napędowe obracały dwie śruby wykonane z brązu manganowego (o średnicy 1,9 metra i skoku 0,9 metra) . Okręt osiągał prędkość 11,7 węzła na powierzchni i 6,7 węzła w zanurzeniu . Zasięg wynosił 9410 Mm przy prędkości 7 węzłów w położeniu nawodnym oraz 60 Mm przy prędkości 4 węzłów pod wodą . Zbiorniki mieściły 63 tony paliwa, a energia elektryczna magazynowana była w dwóch bateriach akumulatorów 26 MAS po 62 ogniwa, zlokalizowanych pod przednim i tylnym pomieszczeniem mieszkalnym załogi. Okręt miał siedem zewnętrznych zbiorników balastowych . Dopuszczalna głębokość zanurzenia wynosiła 50 metrów , a czas wykonania manewru zanurzenia 40 sekund.
Głównym uzbrojeniem okrętu było 18 min kotwicznych typu UC/200 w sześciu skośnych szybach minowych o średnicy 100 cm, usytuowanych w podwyższonej części dziobowej jeden za drugim w osi symetrii okrętu, pod kątem do tyłu (sposób stawiania – „pod siebie”). Układ ten powodował, że miny trzeba było stawiać na zaplanowanej przed rejsem głębokości, gdyż na morzu nie było do nich dostępu (co znacznie zmniejszało skuteczność okrętów). Wyposażenie uzupełniały dwie zewnętrzne wyrzutnie torped kalibru 500 mm (umiejscowione powyżej linii wodnej na dziobie, po obu stronach szybów minowych), jedna wewnętrzna wyrzutnia torped kal. 500 mm na rufie (z łącznym zapasem 7 torped) oraz umieszczone przed kioskiem działo pokładowe kal. 88 mm L/30, z zapasem amunicji wynoszącym 130 naboi . Okręt wyposażony był w dwa peryskopy Zeissa: wachtowy i bojowy oraz radiostację z podnoszonym masztem o wysokości 10 metrów. Wyposażenie uzupełniała kotwica grzybkowa o masie 272 kg .
Załoga okrętu składała się z 3 oficerów oraz 23 podoficerów i marynarzy.

## Służba

### 1916 rok
1 października 1916 roku SM UC-40 został przyjęty do służby w Cesarskiej Marynarce Wojennej . Dowództwo okrętu objął por. mar. (niem. Oberleutnant zur See) Gustav Deuerlich . Po okresie szkolenia okręt został 15 grudnia przydzielony do 1. Flotylli U-Bootów Hochseeflotte .

### 1917 rok
22 stycznia 1917 roku pierwszą ofiarą działalności UC-40 został zbudowany w 1883 roku szwedzki parowiec „Kamma” o pojemności 1516 BRT, płynący z Gävle do Rouen z ładunkiem drewna, który zatonął na postawionej przez U-Boota minie 1,5 Mm na wschód od Blyth (obyło się bez strat w ludziach) . Z dniem 1 lutego, rozkazem szefa sztabu admiralicji niemieckiej z 12 stycznia tego roku, U-Booty należące do czterech flotylli Hochseeflotte, Flotylli Flandria i Flotylli Pola rozpoczęły nieograniczoną wojnę podwodną. 
Kolejną operację bojową okręt odbył w dniach 15–21 marca, stawiając u wschodniego wybrzeża Anglii trzy zagrody składające się łącznie z 18 min. 28 marca, u ujścia rzeki Wear, na jednej z nich zatonął zbudowany w 1892 roku brytyjski holownik „Hero” (66 BRT), a na jego pokładzie śmierć poniosła jedna osoba . 1 kwietnia UC-40 zatrzymał i zatopił w odległości 130 Mm na wschód od wysp Farne (Northumberland) zbudowany w 1912 roku duński parowiec pasażerski „Bergenhus” o pojemności 1017 BRT. Na pokładzie jednostki, płynącej z pasażerami i ładunkiem drobnicy z Londynu do Kopenhagi, nikt nie zginął . Dwa dni później U-Boot postawił trzy zagrody minowe pod Sunderlandem. 6 kwietnia na jedną z tych min wszedł pochodzący z 1905 roku uzbrojony brytyjski parowiec „Presto” (1143 BRT), płynący pod balastem z Londynu do Newcastle upon Tyne. Statek zatonął na pozycji 54°57′N 1°16′W/54,950000 -1,266667, a na jego pokładzie zginęło sześciu członków załogi  . 10 maja jego los podzielił zbudowany w 1911 roku brytyjski uzbrojony trawler HMT „Lord Ridley” (215 BRT), tonąc nieopodal Whitby (na pozycji 54°31′N 0°37′W/54,516667 -0,616667) ze stratą 10 załogantów . Kolejną ofiarą postawionych 3 kwietnia nieopodal Sunderlandu min stał się norweski parowiec „Gran” (1153 BRT), płynący pod balastem z Rouen do Newcastle upon Tyne. Pochodzący z 1907 roku statek zatonął bez strat w załodze na pozycji 54°54′N 1°20′W/54,900000 -1,333333 .
25 czerwca na postawioną nieopodal Aberdeen minę wszedł zbudowany w 1916 roku uzbrojony trawler HMT „Gelsina” (227 BRT), który zatonął tracąc pięciu członków załogi na pozycji 57°07′N 1°58′W/57,116667 -1,966667 . 30 lipca w centralnej części Morza Północnego (na pozycji 56°55′N 3°36′E/56,916667 3,600000) UC-40 zatrzymał i zatopił ogniem artyleryjskim zbudowany w 1879 roku duński żaglowiec „Amor” (196 BRT), transportujący węgiel na trasie Methil – Odense (nikt nie zginął) . Tydzień później (6 sierpnia) okręt storpedował bez ostrzeżenia 3 Mm na wschód od Whitby zbudowany w 1893 roku uzbrojony brytyjski parowiec „Polanna” o pojemności 2345 BRT, płynący z ładunkiem węgla z Newcastle upon Tyne do Dunkierki (na pokładzie śmierć poniosło dwóch marynarzy)  .
16 sierpnia nowym kapitanem U-Boota został por. mar. Hermann Menzel . Pierwszym osiągnięciem pod jego dowództwem było zatopienie 8 września brytyjskiego motorowego kutra rybackiego „Family’s Pride” o pojemności 39 BRT, zatrzymanego i po ewakuacji całej załogi zatopionego 28 Mm na południowy wschód od Peterhead . Nazajutrz na postawioną przez UC-40 minę wszedł pochodzący z 1894 roku brytyjski uzbrojony parowiec „Swiftsure” (823 BRT), przewożący tarcicę na trasie Arendal – Sunderland. Jednostka zatonęła nieopodal Orkadów ze stratą jednego członka załogi  . 10 września na postawione przez U-Boota nieopodal wyspy Bressay miny weszły dwa brytyjskie parowce: zbudowana w 1903 roku „Margarita” (2788 BRT), płynąca z ładunkiem koksu z Newcastle upon Tyne na Morze Białe, która doznała tak ciężkich uszkodzeń, że powróciła do służby dopiero w 1921 roku (obyło się bez strat w ludziach) , oraz uzbrojony, zbudowany w 1909 roku „Parkmill” (1316 BRT), transportujący węgiel z Newcastle upon Tyne do Harstad, który zatonął także bez strat w załodze  . Dwa dni później lista osiągnięć załogi okrętu podwodnego powiększyła się o kolejne dwie pozycje: na minie postawionej nieopodal Bressay zatonął ze stratą siedmiu załogantów zbudowany w 1905 roku uzbrojony trawler HMT „Asia” (309 BRT) ; na tych samych wodach uszkodzeń na minie doznał też pochodzący z 1904 roku brytyjski parowiec „Glenelg” (4160 BRT), płynący z ładunkiem węgla, koksu i drobnicy z Newcastle upon Tyne na Morze Białe (na pokładzie zginął jeden marynarz) .
11 października na postawioną przez UC-40 nieopodal Lerwick minę wszedł zbudowany w 1896 roku rosyjski parowiec „Woroneż” (5331 BRT), który bez strat w ludziach doznał uszkodzeń na pozycji 60°23′N 0°41′W/60,383333 -0,683333 . 19 października na tych samych wodach na postawionej przez okręt podwodny minie zatonął zbudowany w 1905 roku rosyjski parowiec „Slavonic” o pojemności 3604 BRT, płynący z Archangielska do Lerwick . Dwa dni później ofiarami działalności U-Boota stały się dwa duńskie parowce: zbudowany w 1866 roku „Anglo Dane” (808 BRT), przewożący węgiel na trasie South Shields – Helsingør, który ze stratą jednego załoganta zatonął na minie nieopodal Bressay , oraz pochodzący z 1901 roku „Flynderborg” (1400 BRT), płynący pod balastem z Kopenhagi do Leith, zatopiony w ataku torpedowym na tych samych wodach (nie było ofiar) . 24 października UC-40 przeprowadził atak torpedowy na płynące w konwoju nieopodal Szetlandów statki, trafiając dwa z nich: zbudowany w 1912 roku brytyjski parowiec „Novington” (3442 BRT), transportujący tarcicę z Archangielska do Nantes, który ciężko uszkodzony osiadł na mieliźnie (bez strat w załodze; później został podniesiony) , oraz zbudowany w 1906 roku rosyjski parowiec „Woron” (3342 BRT), płynący z Archangielska do Lerwick, który zatonął 25 Mm na północny wschód od Lerwick .
8 grudnia UC-40 storpedował nieopodal Lerwick brytyjski pomocniczy okręt patrolowy (ang. armed boarding vessel) HMS „Grive” (zarekwirowany przez Royal Navy parowiec zbudowany w 1905 roku o pojemności 2037 BRT), który po trafieniu osiadł na mieliźnie, a później został odholowany do Lerwick i prowizorycznie naprawiony; zatonął jednak w trakcie holowania do Stornoway podczas sztormu, nieopodal wyspy North Ronaldsay (Orkady) . Po wykonaniu ataku okręt podwodny został uszkodzony w wyniku bliskich wybuchów bomb głębinowych. Cztery dni później U-Boot storpedował i zatopił nieopodal Bressay pochodzący z 1903 roku uzbrojony brytyjski parowiec „Leonatus” (2099 BRT), transportujący węgiel na trasie Swansea – Lerwick (nikt nie zginął) .

### 1918 rok
W dniach od 21 stycznia do 9 lutego okręt odbył pierwszą w 1918 roku operację bojową, stawiając zagrody minowe na wodach okalających Orkady i Szetlandy. Kolejna trwała od 2 do 12 marca, a w jej trakcie U-Boot postawił miny w zatoce Firth of Forth oraz spowodował zniszczenie czterech wrogich jednostek. 8 marca ofiarą UC-40 padły dwa brytyjskie parowce: nowy, pochodzący z 1918 roku „Corsham” o pojemności 2760 BRT, płynący pod balastem z Londynu do Newcastle upon Tyne, storpedowany bez ostrzeżenia w odległości 6 Mm na południowy wschód od ujścia Tees (na pokładzie śmierć poniosło dziewięć osób)  , oraz zbudowany w 1911 roku „Intent” (1564 BRT), także storpedowany bez ostrzeżenia 4 Mm na północny wschód od Seaham (zginął jeden marynarz)  . Dwa dni później na jedną z postawionych przez okręt podwodny min wpłynął zbudowany w 1893 roku uzbrojony trawler HMT „Columba” (138 BRT). Jednostka zatonęła ze stratą pięciu załogantów w odległości 2 Mm na południe od Isle of May, na pozycji 56°10′N 2°34′W/56,166667 -2,566667 . 14 marca UC-40 zatopił w ataku torpedowym bez ostrzeżenia zbudowany w 1897 roku uzbrojony brytyjski parowiec „Castleford” (1741 BRT), płynący pod balastem z Kingston upon Hull do Leith. Zdarzenie miało miejsce w odległości 2 Mm na północny wschód od Robin Hood’s Bay, a na pokładzie nikt nie zginął  .
28 kwietnia przyniósł załodze U-Boota dwa zatopienia: nieopodal Isle of May ze stratą ośmiu ludzi zatonął na minie zbudowany w 1911 roku uzbrojony trawler HMT „Emley” (223 BRT) , a na wschód od Amble został storpedowany bez ostrzeżenia zbudowany w 1906 roku uzbrojony brytyjski parowiec „Upcerne” (2984 BRT), płynący z Narwiku do Middlesbrough z ładunkiem rudy żelaza i drewna (na jego pokładzie śmierć poniosło 16 członków załogi)  . Na kolejne zatopienie marynarze z UC-40 musieli czekać do 8 czerwca, kiedy to na postawionej tego dnia w zatoce Firth of Forth minie zatonął ze stratą sześciu załogantów pochodzący z 1903 roku brytyjski trawler „Eros” (181 BRT) . Cztery dni później U-Boot zatopił zbudowany w 1911 roku francuski parowiec „Afrique” (2457 BRT), płynący z Bilbao do Middlesbrough. Zdarzenie miało miejsce 6 Mm na północny zachód od Whitby, a śmierć poniosło 12 członków załogi statku . 15 czerwca UC-40 zaatakował torpedami nieopodal Amble zbudowany w 1918 roku brytyjski parowiec „Cairnmona” o pojemności 4666 BRT, płynący pod balastem z Leith do Newcastle upon Tyne. Jednostka doznała jedynie uszkodzeń, jednak na jej pokładzie zginęło trzech marynarzy . Nazajutrz mniej szczęścia miał zbudowany w 1903 roku uzbrojony brytyjski parowiec „Melanie” (2996 BRT), transportujący węgiel z Blyth do Blaye, który został storpedowany bez ostrzeżenia i zatopiony 5 Mm na południowy wschód od Whitby (zginęło przy tym pięciu załogantów)  .
23 lipca na jedną z postawionych 8 czerwca min wszedł nieopodal Isle of May niszczyciel HMS „Vanity” o wyporności 1300 ton. Uszkodzony okręt trafił na holu do Leith, a wybuch miny spowodował śmierć dwóch marynarzy . Trzy dni później U-Boot storpedował bez ostrzeżenia zbudowany w 1899 roku uzbrojony brytyjski parowiec „Blairhall” o pojemności 2549 BRT, płynący pod balastem z Middlesbrough do Newcastle upon Tyne. Statek zatonął 3,5 Mm na północny wschód od Sunderlandu ze stratą jednego członka załogi  . 27 lipca jego los podzielił zbudowany w 1878 roku szwedzki parowiec „Crimdon” (1599 BRT), przewożący węgiel z Newcastle upon Tyne do Rouen, storpedowany na wschód od Whitby (na jego pokładzie zginęło czterech marynarzy) . 30 lipca w wyniku ataku U-Boota u wybrzeży Tyne and Wear uszkodzeń doznał też nowy, pochodzący z 1918 roku brytyjski parowiec „War Deer” o pojemności 5323 BRT, płynący pod balastem z Sunderlandu do Blyth (obyło się bez strat w ludziach) . Ostatnim wojennym osiągnięciem załogi UC-40 było zatrzymanie i ciężkie uszkodzenie zbudowanego w 1895 roku duńskiego żaglowca „Skjold” (166 BRT), przewożącego stemple z Mandal do Kingston upon Hull. Jednostka 3 sierpnia została zatrzymana w odległości 30 Mm od Lindesnes i po zdjęciu całej załogi ostrzelana z działa pokładowego, jednak nie zatonęła i dopiero 12 września została zatopiona przez SM UB-125 .
9 sierpnia dowództwo okrętu objął ppor. mar. rez. (niem. Leutnant zur See) Bernhard Wischhausen . 24 sierpnia UC-40 został przeniesiony do 1. Flotylli Flandria, a 11 października powrócił do składu 1. Flotylli U-Bootów Hochseeflotte .
W myśl postanowień rozejmu w Compiègne SM UC-40 został w 1919 roku przekazany Wielkiej Brytanii w ramach reparacji wojennych, lecz zatonął w drodze na Wyspy Brytyjskie na Morzu Północnym 21 lutego 1919 roku. W katastrofie zginął jeden marynarz, nieznana jest liczba uratowanych .

### Podsumowanie działalności bojowej
SM UC-40 odbył 17 rejsów operacyjnych, w wyniku których zatonęło 30 statków o łącznej pojemności 42 847 BRT, a siedem statków o łącznej pojemności 25 876 BRT i niszczyciel o wyporności 1300 ton doznało uszkodzeń . Na pokładach zatopionych i uszkodzonych jednostek zginęło co najmniej 106 osób, w tym 16 na brytyjskim parowcu „Upcerne”  . Pełne zestawienie zadanych przez niego strat przedstawia poniższa tabela :
| Data                 | Nazwa             | Państwo            | Tonaż       | Los jednostki |
| -------------------- | ----------------- | ------------------ | ----------- | ------------- |
| 22 stycznia 1917     | „Kamma”           | Szwecja            | 1516        | zatopiony     |
| 28 marca 1917        | „Hero”            | Wielka Brytania    | 66          | zatopiony     |
| 1 kwietnia 1917      | „Bergenhus”       | Dania              | 1017        | zatopiony     |
| 6 kwietnia 1917      | „Presto”          | Wielka Brytania    | 1143        | zatopiony     |
| 10 maja 1917         | HMT „Lord Ridley” | Royal Navy         | 215         | zatopiony     |
| 23 maja 1917         | „Gran”            | Norwegia           | 1153        | zatopiony     |
| 25 czerwca 1917      | HMT „Gelsina”     | Royal Navy         | 227         | zatopiony     |
| 30 lipca 1917        | „Amor”            | Dania              | 196         | zatopiony     |
| 6 sierpnia 1917      | „Polanna”         | Wielka Brytania    | 2345        | zatopiony     |
| 8 września 1917      | „Family’s Pride”  | Wielka Brytania    | 39          | zatopiony     |
| 9 września 1917      | „Swiftsure”       | Wielka Brytania    | 823         | zatopiony     |
| 10 września 1917     | „Margarita”       | Wielka Brytania    | 2788        | uszkodzony    |
| 10 września 1917     | „Parkmill”        | Wielka Brytania    | 1316        | zatopiony     |
| 12 września 1917     | HMT „Asia”        | Royal Navy         | 309         | zatopiony     |
| 12 września 1917     | „Glenelg”         | Wielka Brytania    | 4160        | uszkodzony    |
| 11 października 1917 | „Woroneż”         | Republika Rosyjska | 5331        | uszkodzony    |
| 19 października 1917 | „Slavonic”        | Republika Rosyjska | 3604        | zatopiony     |
| 21 października 1917 | „Anglo Dane”      | Dania              | 808         | zatopiony     |
| 21 października 1917 | „Flynderborg”     | Dania              | 1400        | zatopiony     |
| 24 października 1917 | „Novington”       | Wielka Brytania    | 3442        | uszkodzony    |
| 24 października 1917 | „Woron”           | Republika Rosyjska | 3342        | zatopiony     |
| 8 grudnia 1917       | HMS „Grive”       | Royal Navy         | 2037        | zatopiony     |
| 12 grudnia 1917      | „Leonatus”        | Wielka Brytania    | 2099        | zatopiony     |
| 8 marca 1918         | „Corsham”         | Wielka Brytania    | 2760        | zatopiony     |
| 8 marca 1918         | „Intent”          | Wielka Brytania    | 1564        | zatopiony     |
| 10 marca 1918        | HMT „Columba”     | Royal Navy         | 138         | zatopiony     |
| 14 marca 1918        | „Castleford”      | Wielka Brytania    | 1741        | zatopiony     |
| 28 kwietnia 1918     | HMT „Emley”       | Royal Navy         | 223         | zatopiony     |
| 28 kwietnia 1918     | „Upcerne”         | Wielka Brytania    | 2984        | zatopiony     |
| 8 czerwca 1918       | „Eros”            | Wielka Brytania    | 181         | zatopiony     |
| 12 czerwca 1918      | „Afrique”         | Francja            | 2457        | zatopiony     |
| 15 czerwca 1918      | „Cairnmona”       | Wielka Brytania    | 4666        | uszkodzony    |
| 16 czerwca 1918      | „Melanie”         | Wielka Brytania    | 2996        | zatopiony     |
| 23 lipca 1918        | HMS „Vanity”      | Royal Navy         | 1300        | uszkodzony    |
| 26 lipca 1918        | „Blairhall”       | Wielka Brytania    | 2549        | zatopiony     |
| 27 lipca 1918        | „Crimdon”         | Szwecja            | 1599        | zatopiony     |
| 30 lipca 1918        | „War Deer”        | Wielka Brytania    | 5323        | uszkodzony    |
| 3 sierpnia 1918      | „Skjold”          | Dania              | 166         | uszkodzony    |
| RAZEM                | RAZEM             | zatopione:         | zatopione:  | 30            |
| RAZEM                | RAZEM             | uszkodzone:        | uszkodzone: | 8             |